# Hydrovatus pederzanii
Hydrovatus pederzanii är en skalbaggsart som beskrevs av Bilardo och Rocchi 1990. Hydrovatus pederzanii ingår i släktet Hydrovatus och familjen dykare. Inga underarter finns listade i Catalogue of Life.